# Derobrachus thomasi
Derobrachus thomasi är en skalbaggsart som beskrevs av Santos-silva 2007. Derobrachus thomasi ingår i släktet Derobrachus och familjen långhorningar. Inga underarter finns listade i Catalogue of Life.